# Hrabstwo Brown (Teksas)
Hrabstwo Brown – hrabstwo położone w USA, w centralnej części stanu Teksas. Jego siedzibą jest Brownwood, skupiające połowę mieszkańców hrabstwa. Wydzielone z sąsiednich hrabstw w 1856 roku natomiast utworzone jako hrabstwo stanu Teksas zostało w 1858 r. Nazwa Hrabstwa pochodzi od nazwiska Henry’ego Stevensona Browna, dowódcy w bitwie o Velasco.

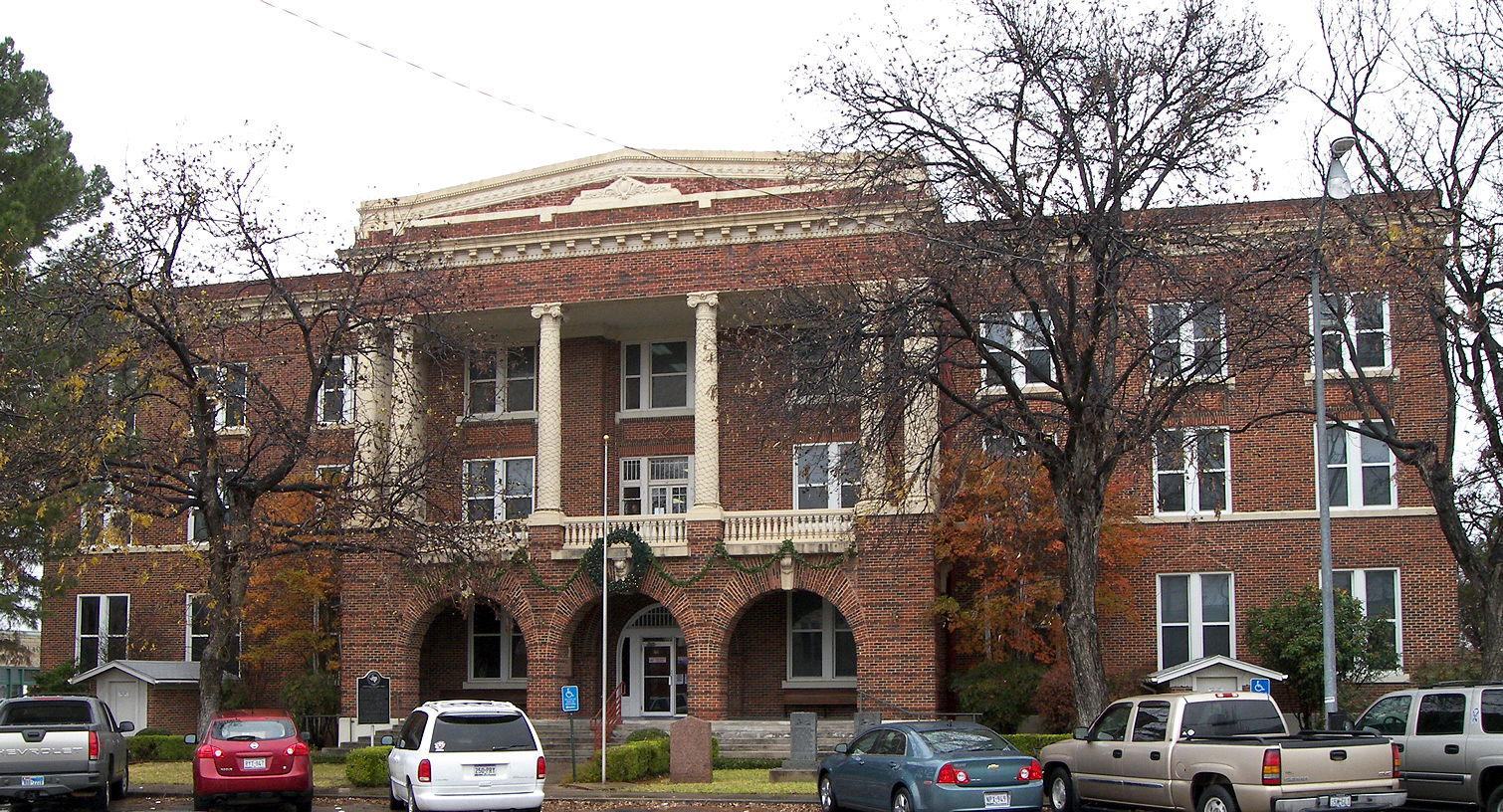
Gmach sądu hrabstwa Brown

## Gospodarka
Hrabstwo Brown zorientowane jest na rolnictwo. Produkcja obejmuje mleczarstwo, kozy, owce, bydło, konie, drób, świnie, owies, siano, owoce, warzywa i bawełnę. 67% areału hrabstwa zajmują pastwiska, 15% obszary leśne i 14% obszary uprawne. Niewielkie wydobycie ropy naftowej i gazu ziemnego.

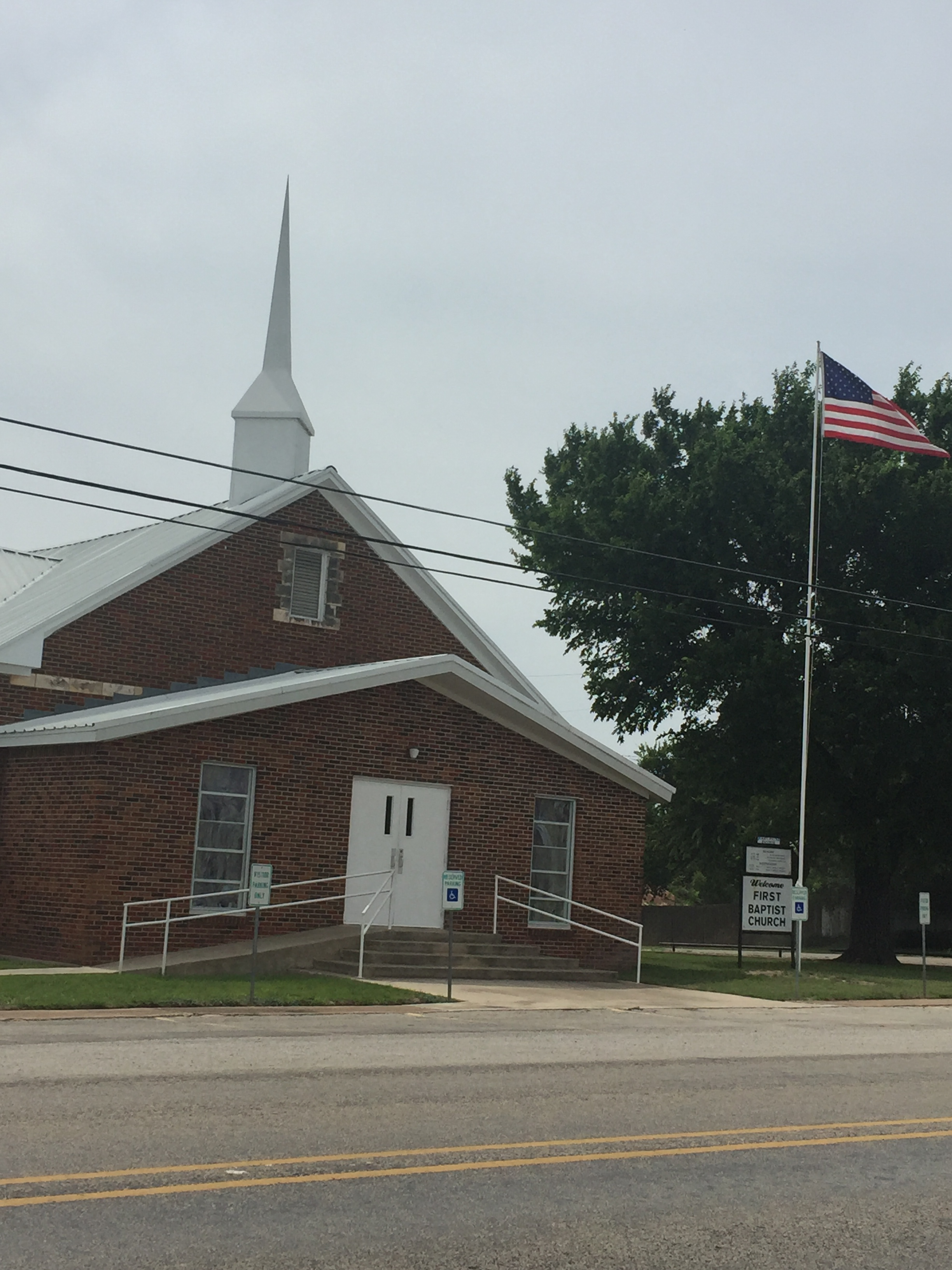
Pierwszy Kościół Baptystów w Blanket

## Sąsiednie Hrabstwa
- Hrabstwo Eastland (północ)
- Hrabstwo Comanche (północny wschód)
- Hrabstwo Mills (południowy wschód)
- Hrabstwo San Saba (południe)
- Hrabstwo McCulloch (południowy zachód)
- Hrabstwo Coleman (zachód)
- Hrabstwo Callahan (północny zachód)

## Drogi główne
- U.S. Highway 67
- U.S. Highway 84
- U.S. Highway 183
- U.S. Highway 377
- State Highway 279

## Miasta
- Bangs
- Blanket
- Brownwood
- Early

## CDP
- Lake Brownwood
- Thunderbird Bay

## Demografia
- biali nielatynoscy – 69,9%
- Latynosi – 23,9%
- czarni lub Afroamerykanie – 4,2%
- rasy mieszanej – 1,7%
- rdzenni Amerykanie – 1,0%[5].

## Religia
W 2010 roku większość mieszkańców to ewangelikalni protestanci, 6,6% to katolicy i 1,2% to mormoni. 